# Calarcá
Calarcá – miasto w Kolumbii, w departamencie Quindío.